# 오마 원자력 발전소

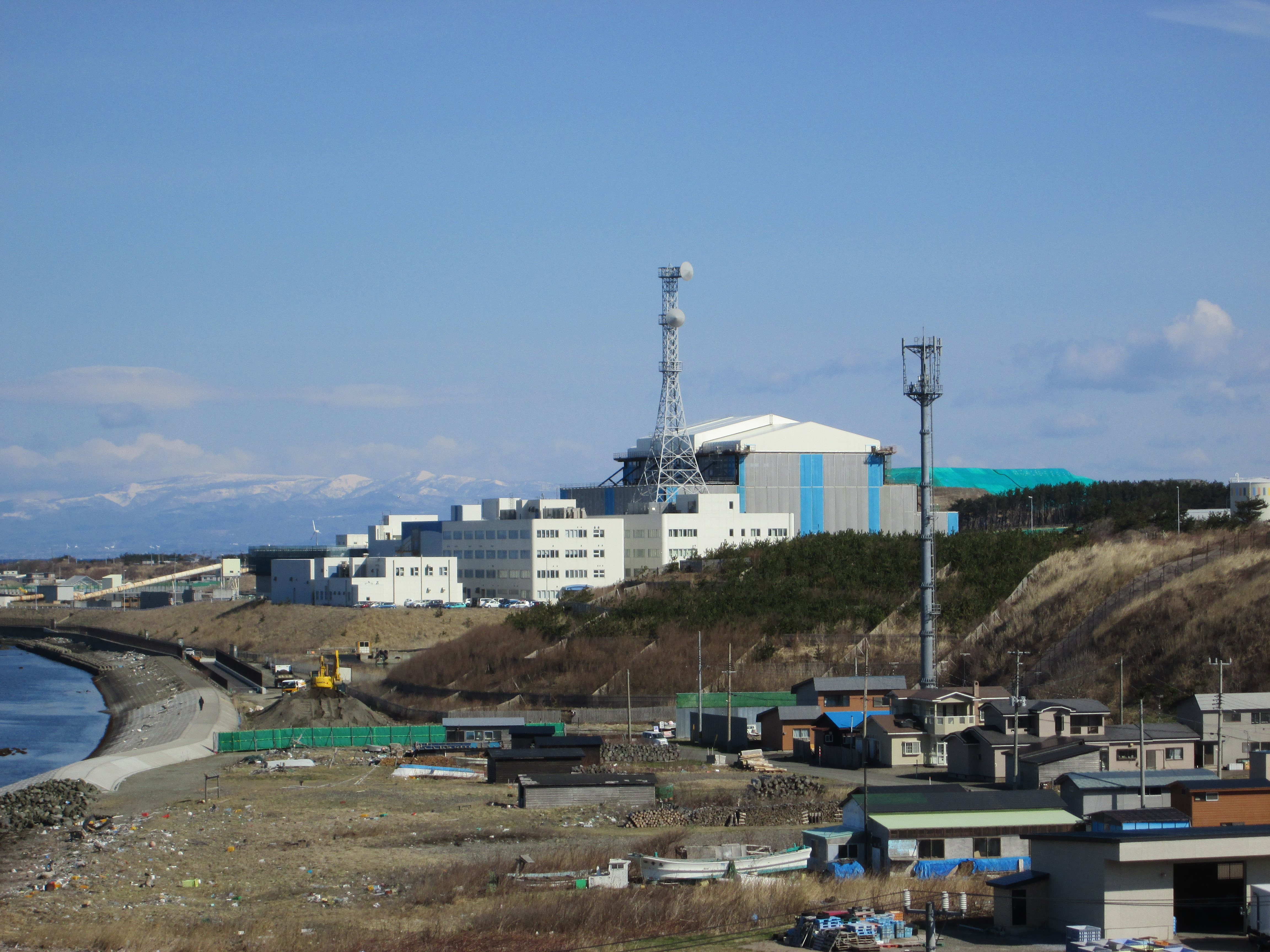
오마 원자력 발전소 (2019년)

오마 원자력 발전소(大間原子力発電所)는 일본 아오모리현 시모키타군 오마정에 건설중인 덴겐카이하쓰의 원자력 발전소다.
오마 원자력 발전소는 우라늄 연료뿐만 아니라 혼합 산화물 연료를 모든 노심에 장착할 수 있는 것이 특징이며, 1995년 8월 원자력위원회 결정에 따르면 '중기적인 핵연료 재활용의 핵심 담당자인 경수로에 의한 MOX 연료 이용계획을 펼치는 정책적 위치를 가짐'이라고 한다.
오마 원자력 발전소에서 발전된 전력은 오키나와 전력을 제외한 구 일반 전기 사업자 9사에 판매될 예정이다.